# Teklanika Archeological District
 (mars 2021).
Le Teklanika Archeological District est un district historique américain dans le borough de Denali, en Alaska. Protégé au sein des parc national et réserve du Denali, il est inscrit au Registre national des lieux historiques depuis le 31 janvier 1976.